# Liste der geschützten Landschaftsbestandteile in Nordrhein-Westfalen

Nordrhein-Westfalen.

Die Liste der geschützten Landschaftsbestandteile enthält die Listen der in den Kreisen und kreisfreien Städten von Nordrhein-Westfalen gelegenen geschützten Landschaftsbestandteile.
Als geschützter Landschaftsbestandteil (LB) gelten nach § 29 Bundesnaturschutzgesetz kleinräumige Teile von Natur und Landschaft, die aus landschaftsgestaltenden, ökologischen und Artenschutzgründen von Bedeutung sind oder zur Abwehr schädlicher Einflüsse beitragen. Ergänzend dazu sind in § 39 Landesnaturschutzgesetz NRW (LNatSchG NRW) folgende Landschaftsbestandteile gesetzlich geschützt:
1. mit öffentlichen Mitteln geförderte Anpflanzungen zum Zweck des Naturschutzes und der Landschaftspflege außerhalb des Waldes und im Außenbereich im Sinne des Bauplanungsrechts
2. Hecken ab 100 Metern Länge im Außenbereich im Sinne des Bauplanungsrechts und Wallhecken
3. Anpflanzungen, die als Ausgleichs- und Ersatzflächen festgesetzt wurden und im Kompensationsflächenkataster verzeichnet sind.

In Nordrhein-Westfalen sind das vor allem Gehölz- und Baumbestände, naturnahe Grünlandflächen und Kleingewässer.

## Listen der geschützten Landschaftsbestandteile
| Landkreis / Kreisfreie Stadt | Liste                                                                      |
| ---------------------------- | -------------------------------------------------------------------------- |
| Städteregion Aachen          | Liste der geschützten Landschaftsbestandteile in der Städteregion Aachen   |
| Bielefeld                    | Liste der geschützten Landschaftsbestandteile in Bielefeld                 |
| Bochum                       | Liste der geschützten Landschaftsbestandteile in Bochum                    |
| Bonn                         | Liste der geschützten Landschaftsbestandteile in Bonn                      |
| Borken                       | Liste der geschützten Landschaftsbestandteile im Kreis Borken              |
| Bottrop                      | Liste der geschützten Landschaftsbestandteile in Bottrop                   |
| Coesfeld                     | Liste der geschützten Landschaftsbestandteile im Kreis Coesfeld            |
| Dortmund                     | Liste der geschützten Landschaftsbestandteile in Dortmund                  |
| Duisburg                     | Liste der geschützten Landschaftsbestandteile in Duisburg                  |
| Düren                        | Liste der geschützten Landschaftsbestandteile im Kreis Düren               |
| Düsseldorf                   | Liste der geschützten Landschaftsbestandteile in Düsseldorf                |
| Ennepe-Ruhr-Kreis            | Liste der geschützten Landschaftsbestandteile im Ennepe-Ruhr-Kreis         |
| Essen                        | Liste der geschützten Landschaftsbestandteile in Essen                     |
| Euskirchen                   | Liste der geschützten Landschaftsbestandteile im Kreis Euskirchen          |
| Gelsenkirchen                | Liste der geschützten Landschaftsbestandteile in Gelsenkirchen             |
| Gütersloh                    | Liste der geschützten Landschaftsbestandteile im Kreis Gütersloh           |
| Hagen                        | Liste der geschützten Landschaftsbestandteile in Hagen                     |
| Hamm                         | Liste der geschützten Landschaftsbestandteile in Hamm                      |
| Heinsberg                    | Liste der geschützten Landschaftsbestandteile im Kreis Heinsberg           |
| Herford                      | Liste der geschützten Landschaftsbestandteile im Kreis Herford             |
| Herne                        | Liste der geschützten Landschaftsbestandteile in Herne                     |
| Hochsauerlandkreis           | Liste der geschützten Landschaftsbestandteile im Hochsauerlandkreis        |
| Höxter                       | Liste der geschützten Landschaftsbestandteile im Kreis Höxter              |
| Kleve                        | Liste der geschützten Landschaftsbestandteile im Kreis Kleve               |
| Köln                         | Liste der geschützten Landschaftsbestandteile in Köln                      |
| Krefeld                      | Liste der geschützten Landschaftsbestandteile in Krefeld                   |
| Leverkusen                   | Liste der geschützten Landschaftsbestandteile in Leverkusen                |
| Lippe                        | Liste der geschützten Landschaftsbestandteile im Kreis Lippe               |
| Märkischer Kreis             | Liste der geschützten Landschaftsbestandteile im Märkischen Kreis          |
| Mettmann                     | Liste der geschützten Landschaftsbestandteile im Kreis Mettmann            |
| Minden-Lübbecke              | Liste der geschützten Landschaftsbestandteile im Kreis Minden-Lübbecke     |
| Mönchengladbach              | Liste der geschützten Landschaftsbestandteile in Mönchengladbach           |
| Mülheim an der Ruhr          | Liste der geschützten Landschaftsbestandteile in Mülheim an der Ruhr       |
| Münster                      | Liste der geschützten Landschaftsbestandteile in Münster                   |
| Oberbergischer Kreis         | Liste der geschützten Landschaftsbestandteile im Oberbergischen Kreis      |
| Oberhausen                   | Liste der geschützten Landschaftsbestandteile in Oberhausen                |
| Olpe                         | Liste der geschützten Landschaftsbestandteile im Kreis Olpe                |
| Paderborn                    | Liste der geschützten Landschaftsbestandteile im Kreis Paderborn           |
| Recklinghausen               | Liste der geschützten Landschaftsbestandteile im Kreis Recklinghausen      |
| Remscheid                    | Liste der geschützten Landschaftsbestandteile in Remscheid                 |
| Rhein-Erft-Kreis             | Liste der geschützten Landschaftsbestandteile im Rhein-Erft-Kreis          |
| Rhein-Sieg-Kreis             | Liste der geschützten Landschaftsbestandteile im Rhein-Sieg-Kreis          |
| Siegen-Wittgenstein          | Liste der geschützten Landschaftsbestandteile im Kreis Siegen-Wittgenstein |
| Soest                        | Liste der geschützten Landschaftsbestandteile im Kreis Soest               |
| Solingen                     | Liste der geschützten Landschaftsbestandteile in Solingen                  |
| Steinfurt                    | Liste der geschützten Landschaftsbestandteile im Kreis Steinfurt           |
| Unna                         | Liste der geschützten Landschaftsbestandteile im Kreis Unna                |
| Viersen                      | Liste der geschützten Landschaftsbestandteile im Kreis Viersen             |
| Warendorf                    | Liste der geschützten Landschaftsbestandteile im Kreis Warendorf           |
| Wesel                        | Liste der geschützten Landschaftsbestandteile im Kreis Wesel               |
| Wuppertal                    | Liste der geschützten Landschaftsbestandteile in Wuppertal                 |